# 霍爾木茲伊朗麗鯛
霍爾木茲伊朗麗鯛（学名：Iranocichla hormuzensis）為輻鰭魚綱鱸形目隆頭魚亞目慈鯛科的其中一種，分布於亞洲伊朗南部荷莫茲海峽附近的淡水、半鹹水流域，體長可達9.7公分，棲息在泥底質淡水、半鹹水溪流，屬雜食性，以藻類、小型甲殼類、有機碎屑等為食，繁殖期在3月。